# Pere de Bell-lloc i de Sentmenat
Pere de Bell-lloc i de Sentmenat   (1415 (Gregorià) - 1485 (Gregorià)) fou un militar català.

## Biografia
Fou Governador reial de Menorca el 1450. El 1861 fou un dels membres elegits pel Consell del Principat per a resoldre les disputes entre Carles de Viana i Joan II (1461). Essent diputat pel braç militar, durant la Guerra Civil catalana es va posar del costat de la Generalitat de Catalunya i el 1462 fou nomenat capità general de la Host del Consell del Principat, on fou fet presoner. Un cop alliberat, feu presoner Bernat Joan de Cabrera després del breu setge d'Hostalric.
L'octubre de 1463 va avortar la revolta de Ciutadella i contraatacà i assetjà Maó. Fou comandant suprem de l'Empordà (1464) i de Tortosa (1464-1465).